# Csaska
Csaska városa az azonos nevű község székhelye Észak-Macedóniában.

## Népesség
Csaska városának 2002-ben 1 471 lakosa volt, melyből 1 425 macedón, 44 szerb és 2 egyéb nemzetiségű.
Csaska községnek 2002-ben 7 673 lakosa volt, melyből 4 395 macedón (57,3%), 2 703 albán (35,2%), 391 török (5,1%) és 184 egyéb nemzetiségű.

## A községhez tartozó települések
- Csaska
- Banyica (Csaska)
- Bisztrica (Csaska)
- Bogomila
- Buszilci
- Vladilovci
- Vitanci
- Vojnica
- Gabrovnik
- Golozinci
- Gornye Jabolcsiste
- Gornyi Vranovci
- Donye Jabolcsiste
- Donyi Vranovci
- Drenovo (Csaska)
- Izvor (Csaska)
- Jelovec
- Kapinovo
- Krajnici (Csaska)
- Kriva Krusa
- Krnyino
- Liszicse (Csaska)
- Martolci
- Melnica (Csaska)
- Mokreni
- Nezsilovo (Csaska)
- Novo Szelo (Csaska)
- Omorani
- Orahov Dol
- Oresje
- Otistino
- Papradiste (Csaska)
- Plevanye
- Pomenovo
- Popadija (Csaska)
- Rakovec (Csaska)
- Szmilovci (Csaska)
- Szogle
- Sztari Grad (Csaska)
- Sztepanci (Csaska)
- Tehovo
- Cresnyevo